# Kraftwerk Lower Granite
Das Kraftwerk Lower Granite (englisch Lower Granite Lock and Dam) ist ein Laufwasserkraftwerk im Bundesstaat Washington, USA. Es ist die 15. Anlage in der Kette von insgesamt 18 Stauanlagen und Wasserkraftwerken am Snake River, einem linken Nebenfluss des Columbia Rivers. Der Snake River bildet an dieser Stelle die Grenze zwischen dem Garfield und dem Whitman County.
Mit den Bauarbeiten wurde im Juli 1965 begonnen. Das Kraftwerk ging 1975 in Betrieb. Es wurde durch das United States Army Corps of Engineers (USACE) errichtet und wird auch vom USACE betrieben. Grundlage für die Errichtung des Kraftwerks war der River and Harbor Act von 1945.

## Absperrbauwerk
Das Absperrbauwerk ist eine Gewichtsstaumauer aus Beton auf der linken Flussseite mit einer Höhe von ungefähr 30 m (100 ft), an die sich ein Erdschüttdamm auf der rechten Seite anschließt. Das Maschinenhaus liegt auf der äußersten linken Seite, gefolgt von einer Wehranlage mit acht Wehrfeldern und einer Schleuse in der Flussmitte. Die Dammkrone liegt auf einer Höhe von 230 m (756 ft) über dem Meeresspiegel. Die Gesamtlänge (einschließlich des Erdschüttdamms) beträgt 975 m (3.200 ft); davon entfallen 200 m (656 ft) auf das Maschinenhaus und 156 m (512 ft) auf die Wehranlage. Über die Wehranlage können maximal 24.000 m³/s (850.000 ft³/s) abgeleitet werden.

## Stausee
Beim normalen Stauziel von 225 m (738 ft) erstreckt sich der Stausee Lower Granite über eine Fläche von rund 36 km² (8.900 acres) und über eine Länge von ca. 63 km (39 miles). Er fasst bei diesem Stauziel 597 Mio. m³ (483.800 acre-feet) Wasser. Das minimale Stauziel liegt bei 223 m (733 ft), das maximale bei 227,5 m (746,5 ft).

## Kraftwerk
Das Kraftwerk Lower Granite verfügt über eine installierte Leistung von 810 MW. Als maximal mögliche Leistung (engl. overload capacity) werden 932 MW angegeben, die allerdings nur für einige Stunden erzeugt werden können. Im Jahre 2011 wurden 3,17 Mrd. kWh erzeugt.
Die ersten drei Maschinen wurden 1975 in Betrieb genommen. Weitere drei Maschinen wurden bis 1979 installiert. Die sechs Kaplan-Turbinen leisten jede maximal 135 MW und die zugehörigen Generatoren 142 MVA. Die Nenndrehzahl der Turbinen liegt bei 90/min. Der maximale Durchfluss liegt bei insgesamt 3.681 m³/s (130,000 ft³/s).
Der gewonnene elektrische Energie wird durch die Bonneville Power Administration (BPA) vermarktet. Die BPA setzt die vier untersten Kraftwerke am Snake River als Spitzenlastkraftwerke ein, um insbesondere die schwankende Stromerzeugung aus Windparks auszugleichen.

## Schleuse
In der Mitte der Stauanlage befindet sich eine Schleuse mit einer Länge von 205 m (674 ft) und einer Breite von 26 m (86 ft).

## Sonstiges
Es ist eine Fischtreppe vorhanden.